# Championnats de Slovénie de cyclo-cross
Les championnats de Slovénie de cyclo-cross sont des compétitions annuelles de cyclo-cross auxquelles participent les coureurs de cyclo-cross slovènes.

## Palmarès masculin
| Année | Vainqueur       | Deuxième       | Troisième    |
| ----- | --------------- | -------------- | ------------ |
| 2016  | Vladimir Kerkez | Jernej Stibilj | Marko Pavlic |
| 2017  | Luka Mezgec     | Rok Korosec    | Matej Krav   |

## Palmarès féminin
| Année | Vainqueur  | Deuxième | Troisième |
| ----- | ---------- | -------- | --------- |
| 2017  | Tina Perse |          |           |